# OpenURL ナレッジベース
OpenURLナレッジベースは、電子ジャーナルや電子書籍などの電子リソース、およびそれらの可用性とアクセス可能性に関する情報を含む広範なデータベースである。ナレッジベースを使用して、 OpenURLリンクリゾルバーは、アイテム（記事、本など）が電子的に利用可能かどうか、およびユーザーに適切なコピーが何であるかを判断できる。
OpenURLナレッジベースは、図書館がアクセスできるコンテンツを識別し、アクセスのためにユーザーに提示するのに役立つ。ベンダーが管理するナレッジベースは、より広いコミュニティで利用できるアイテムを包括的にカバーすることを目的としている。すべての教育機関が個々のライセンス契約に基づいてすべてのコンテンツにアクセスできるわけではないため、ナレッジベースは通常、コンテンツをローカライズするためのカスタマイズツールを提供します。そして、個々の機関は、ナレッジベースを変更して、ローカルコレクションを反映することができる。たとえば、どのタイトルにユーザーが電子的にアクセスできるのか。どのウェブサイトがユーザーにアクセスを提供するか。また、どのリソースが印刷形式でライブラリによって所有されているか、等である。
保存される情報には、個々のジャーナルと書籍を説明するメタデータ、特定のプラットフォームから利用できる雑誌のタイトルリスト、各タイトルとプラットフォームのサブスクリプションの年数（カバレッジ日とも呼ばれる）、およびインバウンドハイパーリンク構文が含まれる。
ナレッジベースは、引用から利用可能な全文または他のサービスにユーザーを導くために不可欠である。リンクリゾルバは、OpenURLで受信した情報を抽出し、ナレッジベースを使用してデータを拡張および修正し、このユーザーがこのアイテムで利用できるサービスを見つける。利用可能な場合、ナレッジベースは、リンクリゾルバーに、目的のアイテム、理想的には電子フルテキストへのリンクを作成するために必要なデータを提供する。 
リンクリゾルバとERMSの両方が基本的に同じコアメタデータを使用するため、OpenURLナレッジベースは多くの場合、電子リソース管理システム（ERMS）と密接な関係がある。
OpenURLリンクがユーザーを全文およびその他のサービスに誘導することに成功するために 2つのコンポーネントが必要である。まず、OpenURLクエリは、ユーザーの機関に適したリンクサーバーのベースURLを使用して、ユーザーを適切なレベルのアクセス（論文の場合であれば号やタイトルレベルなど）に誘導する必要がある。次に、リンクリゾルバーによって照会されるナレッジベースは、親機関が保持している可能性のあるアクティブなサブスクリプションに基づいて、そのユーザーのフルテキストサービスの適切なコピーを参照する必要がある。 これには、知識ベースが正確であり、最新であり、包括的である必要がある。ナレッジベースがこれらの目標を確実に満たすために、図書館とリンクリゾルバーベンダーは多くの時間を費やす必要がある。エンドユーザーが必要な電子サービスを見つけてアクセスできるようにするには、上記の両方のコンポーネントが正確である必要がある。これにより、フルテキストへのリンクがより成功し、コンテンツの使用量が増加し、電子コンテンツのサプライチェーン全体にメリットがもたらされる。
ユーザーを適切なコンテンツに誘導し、正しい情報を提供できるようにするには、データが正確で、包括的で、最新であることがナレッジベースにとって不可欠である。ナレッジベースベンダーは通常、出版者、アグリゲーター、およびその他のソースからさまざまな形やフォーマットでこの情報を取得する。 2006年、 UKSGは、OpenURLリンクの効率に影響を与える問題を特定するリサーチレポートを委託した。確認された重要な問題の1つは、サプライチェーンでのメタデータの交換と、コンテンツプロバイダーからリンクリゾルバーのナレッジベースへのメタデータの転送を支援するためのより共通した形式の必要性であった。その結果、2008年にUKSGとNISOは、メタデータの転送に関する推奨事項を作成するために、ナレッジベースおよび関連ツール（ KBART ） と呼ばれる共同イニシアチブを設立した。ガイドラインの最初のセットは、「NISO推奨プラクティス」として2010年1月に公開された。 
この「推奨プラクティス」で強調された重要な課題の1つは、電子コンテンツを説明する正確なメタデータを転送する際に、コンテンツプロバイダー、リンクリゾルバ、ライブラリを含むサプライチェーン全体を関与させることの重要性であった。図書館がローカライズされたナレッジベースを手動で維持することはますます困難になっている。これは、購読とオープンアクセスの電子出版物の利用可能性が急速に高まり、コンソーシアムと機関の購読が複雑になっているためである。その結果、リンクリゾルバベンダーが、図書館にはるかに効率的で労働集約的でないナレッジベースを提供できるようにするために、コンテンツプロバイダーがソースとなる時点で正確なメタデータを提供することに重点が置かれている。 KBARTは、ベストプラクティスの推奨事項の採用を増やし、コンテンツプロバイダーのサービス提供に推奨事項を組み込むために、この分野に注力している。

## 関連するページ
- COinS